# Gira Globo Aeronautica
Gira Globo Aeronautica is een Angolese luchtvrachtmaatschappij met thuisbasis in Luanda.
De luchtvaartmaatschappij staat op de Europese zwarte lijst (14 juli 2009) en mag dus niet naar landen van de EU vliegen.

## Geschiedenis
Gira Globo Aeronautica is opgericht in 1996.

## Vloot
De vloot van Gira Globo Aeronautica bestaat uit: (april 2007)
- 1 Ilyushin IL-76MD
- 4 Ilyushin Il-76TD
- 1 Antonov AN-32()